# Caillouël-Crépigny
Caillouël-Crépigny és un municipi francès situat al departament de l'Aisne i a la regió dels Alts de França. L'any 2007 tenia 409 habitants.

## Demografia

### Població
El 2007 la població de fet de Caillouël-Crépigny era de 409 persones. Hi havia 154 famílies de les quals 36 eren unipersonals (16 homes vivint sols i 20 dones vivint soles), 55 parelles sense fills, 55 parelles amb fills i 8 famílies monoparentals amb fills.
La població ha evolucionat segons el següent gràfic:
Habitants censats

### Habitatges
El 2007 hi havia 184 habitatges, 162 eren l'habitatge principal de la família, 15 eren segones residències i 7 estaven desocupats. Tots els 184 habitatges eren cases. Dels 162 habitatges principals, 145 estaven ocupats pels seus propietaris, 14 estaven llogats i ocupats pels llogaters i 3 estaven cedits a títol gratuït; 6 tenien dues cambres, 20 en tenien tres, 37 en tenien quatre i 99 en tenien cinc o més. 143 habitatges disposaven pel capbaix d'una plaça de pàrquing. A 63 habitatges hi havia un automòbil i a 84 n'hi havia dos o més.

### Piràmide de població
La piràmide de població per edats i sexe el 2009 era:
| Homes | Edats   | Dones |
| ----- | ------- | ----- |
| 0     | 95 o +  | 0     |
| 0     | 90 a 94 | 0     |
| 4     | 85 a 89 | 8     |
| 4     | 80 a 84 | 0     |
| 4     | 75 a 79 | 12    |
| 0     | 70 a 74 | 0     |
| 8     | 65 a 69 | 4     |
| 8     | 60 a 64 | 12    |
| 16    | 55 a 59 | 0     |
| 28    | 50 a 54 | 20    |
| 36    | 45 a 49 | 36    |
| 12    | 40 a 44 | 20    |
| 4     | 35 a 39 | 8     |
| 4     | 30 a 34 | 4     |
| 8     | 25 a 29 | 12    |
| 20    | 20 a 24 | 16    |
| 28    | 15 a 19 | 28    |
| 0     | 10 a 14 | 16    |
| 8     | 5 a 9   | 4     |
| 8     | 0 a 4   | 8     |

## Economia
El 2007 la població en edat de treballar era de 287 persones, 209 eren actives i 78 eren inactives. De les 209 persones actives 191 estaven ocupades (114 homes i 77 dones) i 18 estaven aturades (10 homes i 8 dones). De les 78 persones inactives 24 estaven jubilades, 22 estaven estudiant i 32 estaven classificades com a «altres inactius».

### Ingressos
El 2009 a Caillouël-Crépigny hi havia 162 unitats fiscals que integraven 421 persones, la mediana anual d'ingressos fiscals per persona era de 18.457 €.

### Activitats econòmiques
Dels 11 establiments que hi havia el 2007, 3 eren d'empreses de construcció, 2 d'empreses de comerç i reparació d'automòbils, 1 d'una empresa de transport, 1 d'una empresa d'hostatgeria i restauració, 1 d'una empresa financera, 2 d'empreses immobiliàries i 1 d'una empresa de serveis.
Dels 3 establiments de servei als particulars que hi havia el 2009, 1 era una lampisteria, 1 empresa de construcció i 1 restaurant.
L'any 2000 a Caillouël-Crépigny hi havia 11 explotacions agrícoles que ocupaven un total de 476 hectàrees.

## Equipaments sanitaris i escolars
El 2009 hi havia una escola elemental integrada dins d'un grup escolar amb les comunes properes formant una escola dispersa.

## Poblacions més properes
El següent diagrama mostra les poblacions més properes.